# Prenestino-Labicano

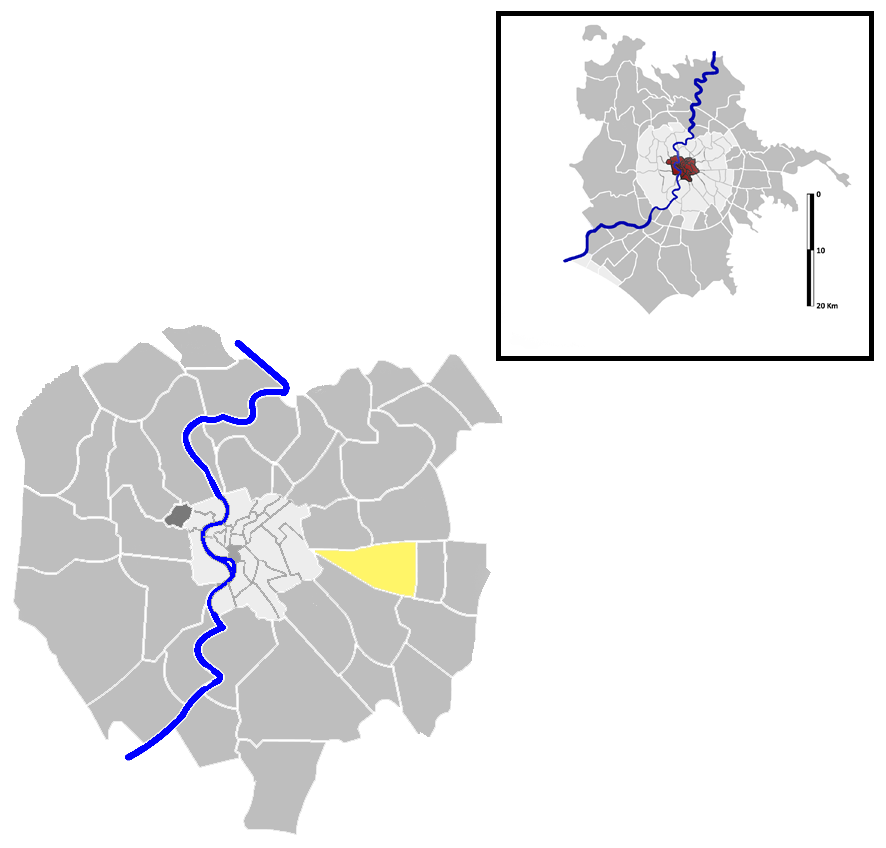
Lage von Prenestino-Labicano in Rom.

Prenestino-Labicano ist ein Quartier im Osten der italienischen Hauptstadt Rom. Der Name leitet sich von den beiden Straßen Via Prenestina und Via Labicana ab. Das Quartier wird mit Q.VII bezeichnet, ist Teil der Municipi V und VII und hat 72.661 Einwohner sowie eine Fläche von 4,7089 km².

## Geschichte
Prenestino-Labicano ist einer der ersten 15 Bezirke, die 1911 in Rom gegründet und 1921 offiziell anerkannt wurden.

## Besondere Orte
- Via Praenestina
- Via Labicana
- Villa Gordiani
- Villa De Sanctis
- Porta Maggiore
- Grab von Eurisace
- Mausolée d’Elena
- Katakombe der Heiligen Marcellinus und Petrus
- Basilica sotterranea di Porta Maggiore
- Santi Marcellino e Pietro ad Duas Lauros
- Sant’Elena
- San Barnaba
- San Leone I
- Santissimo Sacramento a Tor de’ Schiavi
- San Gerardo Maiella